# Campeonato Amapaense 2019
In 2019 werd het 74ste Campeonato Amapaense gespeeld voor voetbalclubs uit de Braziliaanse staat Amapá. De competitie werd gespeeld van 4 juli tot 29 augustus en werd georganiseerd door de FAF. De competitie zou aanvankelijk in mei starten, maar voor de seizoensstart trokken Independente, Macapá en Oratòrio zich terug en werd de start verschoven naar begin juli. Santos werd kampioen. 

## Eerste fase
| Plaats | Club      | Wed. | W | G | V | Saldo | Ptn. |
| ------ | --------- | ---- | - | - | - | ----- | ---- |
| 1.     | Santos    | 4    | 2 | 2 | 0 | 13:5  | 8    |
| 2.     | Ypiranga  | 4    | 2 | 2 | 0 | 9:6   | 8    |
| 3.     | Trem      | 4    | 2 | 1 | 1 | 12:4  | 7    |
| 4.     | São Paulo | 4    | 1 | 0 | 3 | 7:8   | 3    |
| 5.     | Santana   | 4    | 0 | 1 | 3 | 4:22  | 1    |

|  | Geplaatst voor tweede fase |

## Tweede fase
In geval van gelijkspel worden strafschoppen genomen, tussen haakjes weergegeven. 
|  | halve finale | halve finale | halve finale | halve finale |  |          | finale | finale | finale | finale |
|  |              |              |              |              |  |          |        |        |        |        |
|  |              |              |              |              |  |          |        |        |        |        |
|  | Trem         | 1            | 1            | 2            |  |          |        |        |        |        |
|  | Ypiranga     | 2            | 1            | 3            |  |          |        |        |        |        |
|  |              |              |              |              |  | Ypiranga | 1      | 0      | 1      |        |
|  |              |              |              |              |  | Santos   | 0      | 2      | 2      |        |
|  | São Paulo    | 0            | 0            | 0            |  |          |        |        |        |        |
|  | Santos       | 1            | 5            | 6            |  |          |        |        |        |        |

## Totaalstand
| Plaats | Club      | Wed. | W | G | V | Saldo | Ptn. |
| ------ | --------- | ---- | - | - | - | ----- | ---- |
| 1.     | Santos    | 8    | 5 | 2 | 1 | 21:6  | 17   |
| 2.     | Ypiranga  | 8    | 4 | 3 | 1 | 13:10 | 15   |
| 3.     | Trem      | 6    | 2 | 2 | 2 | 14:7  | 8    |
| 4.     | São Paulo | 6    | 1 | 0 | 4 | 7:14  | 3    |
| 5.     | Santana   | 4    | 0 | 1 | 3 | 4:22  | 1    |

|  | Kampioen, geplaatst voor Copa do Brasil 2020, Campeonato Brasileiro Série D 2020 en Copa Verde 2020 |
|  | Geplaatst voor Campeonato Brasileiro Série D 2020                                                   |

## Topschutters
| Speler            | Speler    | Goals | Club     |
| ----------------- | --------- | ----- | -------- |
| Vlag van Brazilië | Tony Love | 7     | Trem     |
| Vlag van Brazilië | Luciano   | 6     | Santos   |
| Vlag van Brazilië | Jailton   | 5     | Ypiranga |

## Kampioen
| Campeonato Amapaense de 2019 |
| Amapá                        |
| ---------------------------- |
| SANTOS Kampioen (7° titel)   |